# トリブヌス・ミリトゥム・コンスラリ・ポテスタテ
トリブヌス・ミリトゥム・コンスラリ・ポテスタテ (ラテン語: Tribunus militum consulari potestate、英語: military tribune with consular power) とは、共和政ローマにてパトリキとプレブスの確執が表面化してきた時期に創設された公職。日本語では訳語が一定しておらず、「執政官権限の軍事担当官」、「執政武官」、「執政官格軍司令官」、「准コーンスル」等と訳される。

## 概要
この職務が作られた目的は、プレブスの執政官職就任に対する要求を緩和することであった。従来のコンスル(執政官)職そのものを変革することなく空席とし、全く新しくこの公職を作り、コンスルと入れ替えることでプレブスでも高位の職務に当選することを可能とした。コンスルは従来通り定員2人であったが、トリブヌス・ミリトゥム・コンスラリ・ポテスタテは年度によって定員数が変わり、プレブス、パトリキの争いに応じて増減した。

## 背景
紀元前445年の護民官ガイウス・カヌレイウスは、当時禁止されていたパトリキとプレブスの婚姻を可能にするカヌレイウス法を提出した。更に他の護民官が執政官のうち一人をプレブスでも就任出来るようにする法案を提出すると、元老院は猛反発し、外患を強調してこの法案を葬り去ろうとしたが、カヌレイウスはプレブスに徴兵に応じないよう呼びかけ抵抗した。
両執政官とカヌレイウスは激しく論争したが、執政官の失言もあり、プレブスの怒りが押しとどめられない所まで行くと、執政官経験者たちは集まって対応を協議した。紀元前460年の執政官ガイウス・クラウディウスは強硬派で力尽くでの解決を望んだが、ルキウス・クィンクティウス・キンキナトゥスとティトゥス・クィンクティウス・カピトリヌス・バルバトゥス兄弟はそれを押し止め、結局この新職の設立が決定された。
最初の選挙ではパトリキ側は弱気であったが、プレブスは厳粛に投票し、結局選出された3人は全てパトリキであったという。

## 変遷
| 年                       | 割合             | 備考                               |
| ------------------------ | ---------------- | ---------------------------------- |
| 紀元前444年              | 3 / 3            |                                    |
| 紀元前443年～紀元前439年 | (執政官)         |                                    |
| 紀元前438年              | 3 / 3            |                                    |
| 紀元前437年～紀元前435年 | (執政官)         |                                    |
| 紀元前434年～紀元前432年 | 3 / 3            | 前434年は執政官とも                |
| 紀元前431年～紀元前427年 | (執政官)         |                                    |
| 紀元前426年～紀元前424年 | 4 / 4            |                                    |
| 紀元前423年              | (執政官)         |                                    |
| 紀元前422年              | 2 / 3            |                                    |
| 紀元前421年              | (執政官)         |                                    |
| 紀元前420年～紀元前419年 | 4 / 4            |                                    |
| 紀元前418年              | 3 / 3            |                                    |
| 紀元前417年              | 3 / 4            | 全員パトリキという説有り           |
| 紀元前416年～紀元前414年 | 4 / 4            |                                    |
| 紀元前413年～紀元前409年 | (執政官)         |                                    |
| 紀元前408年              | 3 / 3            |                                    |
| 紀元前407年～紀元前406年 | 4 / 4            |                                    |
| 紀元前405年～紀元前401年 | 6 / 6            | リウィウスは前403年は8人としている |
| 紀元前400年              | 2 / 6            |                                    |
| 紀元前399年              | 1 / 6            |                                    |
| 紀元前398年～紀元前397年 | 6 / 6            |                                    |
| 紀元前396年              | 1 / 6            |                                    |
| 紀元前395年～紀元前394年 | 6 / 6            |                                    |
| 紀元前393年～紀元前392年 | (執政官)         |                                    |
| 紀元前391年～紀元前389年 | 6 / 6            |                                    |
| 紀元前388年              | 5 / 6            |                                    |
| 紀元前387年              | 5 / 5            | 6人とする説もあるが全員パトリキ    |
| 紀元前386年～紀元前384年 | 6 / 6            |                                    |
| 紀元前383年              | 5 / 6            |                                    |
| 紀元前382年～紀元前380年 | 6 / 6            | Fasti Capitoliniでは9人            |
| 紀元前379年              | 3 / 6            | 8人とする説有り                    |
| 紀元前378年～紀元前377年 | 6 / 6            | 前378年は4人とする説有り           |
| 紀元前376年              | 4 / 4            |                                    |
| 紀元前375年～紀元前371年 | (高位政務官不在) |                                    |
| 紀元前370年～紀元前367年 | 6 / 6            |                                    |

## 終焉
紀元前367年にリキニウス・セクスティウス法が成立すると、これによりプレブスでもコンスルに就任することが可能となり、トリブヌス・ミリトゥム・コンスラリ・ポテスタテの役割は終わった。